# 정신 상태 검사
정신 상태 검사(Mental Status Examination.MSE)는 신경 및 정신과 실습에서 임상 평가 과정의 기초적이고 중요한 부분으로 다루어진다. 그것은 특정 시점에서, 외모, 태도, 행동, 기분 및 정서, 말, 사고 과정, 사고 내용, 지각등의 영역에서 환자의 심리적 기능을 관찰하고 설명하는 구조적 접근방법이다. MSE의 세분화에따른 MSE 도메인(영역)의 순서 및 명칭에는 약간의 변형이 있을 수 있다.

## 영역별 리스트
일반적으로 11항목의 영역에 걸쳐 주의깊게 다루어진다.
외관평가(Appearance)
태도(Attitude)
행동(Behavior)
기분 및 정서(Mood and affect)
말하기(Speech)
사고진행(Thought process)
사고내용(Thought content)
지각(Perceptions)
인지(Cognition)
병식(Insight)
종합평가(Judgment)

## 같이 보기
- 진찰